# Basirpur
Basirpur é uma cidade do Paquistão localizada na província de Punjab.